# Sezona Velikih nagrad 1933
Sezona Velikih nagrad 1933, dirke niso bile povezane v prvenstvo. 

## Poročilo
Podobno kot v prejšnji sezoni 1932, ko je osvojil naslov evropskega prvaka, sta imela največ uspehov na dirkah Tazio Nuvolari in Scuderia Ferrari. Nuvolari je dosegel sedem zmag na dirkah za Veliko nagrado, ob tem pa je zmagal še na dirki za 24 ur Le Mansa (sovoznik Raymond Sommer) in Mille Miglia (sovoznik Decimo Compagnoni). Dirka za Veliko nagrado Monaka je bila prva evropska dirka, kjer je bila štartna vrsta določena na podlagi časov na treningih. Temu zgledu je sledila tudi dirka Grand Prix de la Marne, zato se je novost prijela. 
Pravila se glede na prejšnjo sezono niso spremenila, edina novost je bilo znižanje minimalne razdalje dirk Grandes Épreuves na 500 km. Pet dirk Grandes Épreuves se je novega pravila držalo, le dirka za Veliko nagrado Monaka je bila dolga le 318 km (še danes je Velika nagrada Monaka izjema pri predpisani dolžini dirk Formule 1). Nekaj dirk je potekalo tudi pod pravili Formula Libre, kar pomeni brez omejitev mase dirkalnika in delovne prostornine motorja, ki je bila omejena le navzdol na 1,1 L. Dirkalnik je moral biti dvosedežnik z minimalno širino 100 cm, toda mehanik sovoznik ni bil dovoljen, ali ožji enosedežnik. Dovoljeno gorivo je bila mešanica do 30% benzona s komercialnim gorivom. Pri postankih sta dirkaču lahko pomagala le dva mehanika.

### Dirke
AIACR je dirko za Veliko nagrado Monaka povzdignil med osem mednarodnih dirk za Veliko nagrado z največjo veljavo, Grandes Épreuves. Te dirke so imele določene privilegije glede določanja datuma dirke. CSI je namreč ob določanju koledarja za naslednjo sezono gledal prevsem na razporeditev dirk Grandes Épreuves, v času katere ni smela potekati novena druga mednarodna dirka. Naziv Velika nagrada je bil v prejšnjih letih razvrednoten, saj so ga uporabljale praktično vse dirke, zato je CSI določil pravila za uporabo tega naziva, ki je bil po novem lahko podeljen le najpomembnejši dirki posameznega nacionalnega avtomobilskega združenja v soglasju z AIACR, za sezono 1933 so tak status zadržale Velike nagrade Monaka, Francije, Belgije, Italije in Španije. Poleg teh pa je status Grands Prix dirke dobila več kot deseterica ostalih pomembnejših mednarodnih dirk, na katerih so nastopila vsa boljša moštva in dirkači. Tako veliko število dirk je v nelaterih primerih privedlo do nezaželenih izpuščanja posameznih dirk in tekmovalnost med dirkami. Ob tem je potekalo še enaindvajset regionalnih dirk, nekatere so imele tudi mednarodno udeležbo, ki pa niso bile tako pomembne, na njih pa so pogosto nastopali tudi dirkači z dirkalniki nižjih serij. Evropsko avtomobilistično prvenstvo iz prejšnje sezone 1932 v tej sezoni ni potekalo, sta pa Italija in Švica imeli svoji nacionalni dirkaški prvenstvi.
Ob začetku sezone ja kazalo, da je najboljši dirkalnik Bugatti T51 z 2,3 L motorjem, ki je bil sta že dve leti, saj je dobil prve tri mednarodne dirke sezone. Za dober dirkalnik se je izkazal tudi Alfa Romeo Monza, s katerim je dirkalo moštvo Scuderia Ferrari, ki je delovno prostornino motorja iz prvotnih 2,5 L dvignilo na 2,6 L, najbolje se je obensel z Nuvolarijem za volanom. Ob začetku sezone Maserati 8CM ni bil konkurenčen za najvišja mesta, toda sredi sezone ga je Maserati izboljšal, tudi dvignil prostornino motorja na 3,0 L, in z njim požel več zmag. Zaradi uspeha Maseratija, je Alfa Romeo vse svoje dirkalnike Alfa Romeo P3 predala Ferrariju, in do konca sezone sta se kot zmagovalna dirkalnika izmenjevala oba italijanska konstruktorja. Konstruktorji v drugem delu sezone niso veliko izboljševali dirkalnikov, kajti za novo sezono 1934 so bila napovedana nova pravila. Proti koncu sezone, na dirki za Veliko nagrado Španije, je tovarniško moštvo Automobiles Ettore Bugatti preizkusilo nov dirkalnik Bugatti T59, ki je bil narejen že po novih pravilih, toda debi ni bil prav uspešen. 
V tej sezoni se so italijanska moštva in dirkači uveljavili kot glavna sila v motošportu, saj na večini dirk zmagali italijanski dirkači v italijanskih dirkalnikih. Ob njih se je izkazalo nekaj francoskih in britanskih dirkačev v privatnih moštvih, ki so sodelovali bolj zaradi ljubezni do dirkanja, kot kakšnih višjih ciljev. V Franciji je tudi potekalo veliko dirk na več večjih dirkališčih, v Veliki Britaniji pa so bile dirke omejene le na Brooklands, Isle of Man in Irsko.
Velika nagrada Nemčije, ki je bila prvotno načrtovana za 23. julija na Nürburgringu, je bila preložena na 1. oktober in prestavljena na dirkališče AVUS, kjer naj bi potekala kot Avusrennen. Razlog za prestavitev je, da novi nemški dirkalniki julija še niso bili nared, hitrejše dirkačišče AVUS z le dvema ovinkoma pa naj bi jim bolj ustrezalo. Toda 8. avgusta je novoustanovljena DDAC odpovedala dirko zaradi premajhnega števila prijav.

### Tovarniška moštva
Bugatti
Bugatti je zadržal Achilla Varzija, ki se mu je pridržil nekdanji privatni dirkač z Bugattiji, Jean-Pierre Wimille, kasneje pa še njegov dober prijatelj René Dreyfus. Albert Divo je bil v začetku sezone športni direktor dirkaškega moštva, kasneje je ta položaj prevzel Meo Costantini. Sezono so začeli z dirkalnikom Bugatti T51 z 2,3 L motorjem, s katerim so nastopili na večini dirk, na nekaterih tudi z Bugattijem T54 z 4,9 L motorjem, ob koncu sezone pa so preizkusili tudi nov dirkalnik Bugatti T59 z 2,8 L motorjem. Premiera T59 je bila načrtovana za domačo dirko za Veliko nagrado Francije, toda priprava dirkalnika se je zavlekla do dirke za Veliko nagrado Španije, kjer pa novi dirkalniki niso navdušili.
Maserati
Bratje Maserati so začeli sezono z lanskim dirkalnikom Maserati 8C z 3,0 L motorjem. Njihov novi dirkalnik Maserati 8CM s preizkušenim 3,0 L motorjem se je izkazal za preveč ozkega, s prešibko šasijo in slabim oprijemom s stezo. Dirkalnik se je izkazal za zelo dobrega šele po temeljiti prenovi, saj je s tršo šasijo lahko šele popolnoma izkoristil močan motor. Po smrti Alfierija Maseratija je tovarno prevzel njegov brat Ernesto. Maseratijeva strategija za sezono je bila, še naprej dirkaki s tovarniškim moštvom Officine Alfieri Maserati z menjavanjem velikega nabora dirkačev. Luigi Fagioli je začel sezono kot prvi dirkač, toda julija je prestopil v Ferrari. Tazio Nuvolari se je sredi sezone pridružil moštvu, kasneje še Baconin Borzacchini in Piero Taruffi med tem, ko je tudi Giuseppe Campari odšel v Ferrari.
Alfa Romeo
Scuderia Ferrari, dirkaški oddelek Alfe Romeo, je podedovala več dirkačev iz lasnke zasedbe Alfe Romeo, ki se je zaradi finančnih razlogov umaknila iz motošporta. Na Ferrarijevo veliko razočaranje pa jim niso prepustili izredno uspešnih dirkalnikom Alfa Romeo P3. Zato se je Enzo Ferrari odločil za izboljšavo dirkalnika Alfa Romeo Monza, ki ga je moštvo imelo v šestih primerkih. Kapaciteto motorja so z 2,3 L dvignili na 2,6L, toda dirkalniki še vedno niso bili dovolj močni, da bi premagovali Bugattije in Maseratije. Zaradi povečevanja prostornine motorja sredi sezone, so dirkači pogosto odstopali zaradi okvare zadnjega vpetja. Prva dirkača, Tazio Nuvolari in Baconin Borzacchini sta konec julija moštvo zapustila zaradi nekonkurenčnega dirkalnika. Nadomestili so ju Luigi Fagioli, Giuseppe Campari in kasneje Louis Chiron. Ko je Alfa Romeo izvedela za odhod zvezdnika Nuvolarija in videla moč novih dirkalnikov Maserati 8CM, je Ferrariju predala dirkalnike Alfa Romeo P3 in nekaj inženirjev. S temi dirkalniki so lahko parirali Maseratiju in dosegli nekaj zmag ob koncu sezone. Na italijanskih dirkah so uporabljali pnevmatike Pirelli, na tujih dirkah pa Engleberts. 

### Smrtne nesreče
Sezona 1933 je bila ena najbolj črnih, saj se je smrtno ponesrečilo kar dvajset dirkačev, več pa se jih je tudi huje poškodovalo. Rudolf Caracciola je dolgo ležal v bolnišnici po hudi nesreči na treningu pred dirko za Veliko nagrado Monaka, po kateri je okreval kar leto dni. Frédéric Toselli je umrl 5. maja za posledicami nesreče na gorski dirki z dirkalnikom Bugatti T37A teden dni prej, umrl pa je tudi njegov mehanik sovoznik Jacques Peltran. Otto Merz se je smrtno ponesrečil na treningu pred dirko Avusrennen 19. maja, Louis Trintignant in Guy Bouriat pa na dirki za Veliko nagrado Pikardije 20. in 21. maja, ko sta se smrtno ponesrečila tudi Bill Denver in njegov mehanik sovoznik Hugh Hurst na treningu pred dirko Indianapolis 500. Na glavni dirki, 30. maja, pa se je smrtno ponesrečil še Mark Billman. 
11. junija se je smrtno ponesrečil Albino Pratesi na dirki za Veliko nagrado Firenc, konec junija pa je umrl tudi Aldo Giovannini, legendarni športni direktor Alfe Romeo zaradi odpovedi ledvic. Pierre de Viscaya, večletni tovarniški dirkač Bugattija, je umrl v prometni nesreči v Parizu 15. junija. Nino Grassi se je le tri dni kasneje smrtno ponesrečil na gorski dirki v okolici Genove, 22. junija pa je umrl Henry Birkin za posledicami opeklin na dirki za Veliko nagrado Tripolija v začetku maja. Na poletni Veliki nagradi Švedske 6. avgusta je Erika Lafrenza, ki je bil mehanik sovoznik ob Börju Dahlinu, vrglo iz dirkalnika, nato pa ga je eden od ostalih dirkačev povozil do smrti. Švicarski dirkač Horst von Waldthausen je 27. avgusta, nekaj ur po nesreči na dirki za Veliko nagrado Marseilla, podlegel poškodbam. Dirka za Veliko nagrado Monze 10. septembra je zahtevala kar tri žrtve, smrtno so se ponesrečili Stanisłas Czaykowski, Giuseppe Campari in Baconin Borzacchini. Maurice Watson se je smrtno ponesrečil na manjši dirki 16. septembra na Brooklandsu. 8. oktobra  pa se je smrtno ponesrečil še Guido d'Ippolito na dirki Coppa Principessa di Piemonte, ko je pri polni hitrosti trčil v kočijo.

## Dirkači in moštva

### Tovarniška moštva
| Moštvo                     | Konstruktor                    | Šasija                | Motor                                              | Dirkači             |
| -------------------------- | ------------------------------ | --------------------- | -------------------------------------------------- | ------------------- |
| Scuderia Ferrari           | Alfa Romeo Maserati Alfa Romeo | Monza 8CM Tipo B »P3« | 2,6 L Straight-8 3,0 L Straight-8 2,9 L Straight-8 | Tazio Nuvolari      |
| Scuderia Ferrari           | Alfa Romeo Maserati Alfa Romeo | Monza 8CM Tipo B »P3« | 2,6 L Straight-8 3,0 L Straight-8 2,9 L Straight-8 | Louis Chiron        |
| Scuderia Ferrari           | Alfa Romeo Maserati Alfa Romeo | Monza 8CM Tipo B »P3« | 2,6 L Straight-8 3,0 L Straight-8 2,9 L Straight-8 | Baconin Borzacchini |
| Scuderia Ferrari           | Alfa Romeo Maserati Alfa Romeo | Monza 8CM Tipo B »P3« | 2,6 L Straight-8 3,0 L Straight-8 2,9 L Straight-8 | Carlo Felice Trossi |
| Scuderia Ferrari           | Alfa Romeo Maserati Alfa Romeo | Monza 8CM Tipo B »P3« | 2,6 L Straight-8 3,0 L Straight-8 2,9 L Straight-8 | Eugenio Siena       |
| Scuderia Ferrari           | Alfa Romeo Maserati Alfa Romeo | Monza 8CM Tipo B »P3« | 2,6 L Straight-8 3,0 L Straight-8 2,9 L Straight-8 | Piero Taruffi       |
| Scuderia Ferrari           | Alfa Romeo Maserati Alfa Romeo | Monza 8CM Tipo B »P3« | 2,6 L Straight-8 3,0 L Straight-8 2,9 L Straight-8 | Luigi Fagioli       |
| Scuderia Ferrari           | Alfa Romeo Maserati Alfa Romeo | Monza 8CM Tipo B »P3« | 2,6 L Straight-8 3,0 L Straight-8 2,9 L Straight-8 | Antonio Brivio      |
| Scuderia Ferrari           | Alfa Romeo Maserati Alfa Romeo | Monza 8CM Tipo B »P3« | 2,6 L Straight-8 3,0 L Straight-8 2,9 L Straight-8 | Giuseppe Campari    |
| Officine Alfieri Maserati  | Maserati                       | 8C 8CM                | 3,0 L Straight-8 3,0 L Straight-8                  | Luigi Fagioli       |
| Officine Alfieri Maserati  | Maserati                       | 8C 8CM                | 3,0 L Straight-8 3,0 L Straight-8                  | Raymond Sommer      |
| Officine Alfieri Maserati  | Maserati                       | 8C 8CM                | 3,0 L Straight-8 3,0 L Straight-8                  | Tazio Nuvolari      |
| Officine Alfieri Maserati  | Maserati                       | 8C 8CM                | 3,0 L Straight-8 3,0 L Straight-8                  | Goffredo Zehender   |
| Officine Alfieri Maserati  | Maserati                       | 8C 8CM                | 3,0 L Straight-8 3,0 L Straight-8                  | Giuseppe Campari    |
| Officine Alfieri Maserati  | Maserati                       | 8C 8CM                | 3,0 L Straight-8 3,0 L Straight-8                  | Whitney Straight    |
| Officine Alfieri Maserati  | Maserati                       | 8C 8CM                | 3,0 L Straight-8 3,0 L Straight-8                  | Giovanni Minozzi    |
| Officine Alfieri Maserati  | Maserati                       | 8C 8CM                | 3,0 L Straight-8 3,0 L Straight-8                  | Giuseppe Campari    |
| Officine Alfieri Maserati  | Maserati                       | 8C 8CM                | 3,0 L Straight-8 3,0 L Straight-8                  | Piero Taruffi       |
| Officine Alfieri Maserati  | Maserati                       | 8C 8CM                | 3,0 L Straight-8 3,0 L Straight-8                  | Baconin Borzacchini |
| Automobiles Ettore Bugatti | Bugatti                        | T51 T54 T59           | 2,3 L Straight-8 4,9 L Straight-8 2,8 L Straight-8 | Achille Varzi       |
| Automobiles Ettore Bugatti | Bugatti                        | T51 T54 T59           | 2,3 L Straight-8 4,9 L Straight-8 2,8 L Straight-8 | Jean-Pierre Wimille |
| Automobiles Ettore Bugatti | Bugatti                        | T51 T54 T59           | 2,3 L Straight-8 4,9 L Straight-8 2,8 L Straight-8 | René Dreyfus        |

### Neodvisna moštva
| Moštvo                    | Konstruktor                 | Šasija        | Motor                                              | Dirkači              |
| ------------------------- | --------------------------- | ------------- | -------------------------------------------------- | -------------------- |
| Scuderia C/C              | Alfa Romeo                  | Monza         | 2,3 L Straight-8                                   | Louis Chiron         |
| Scuderia C/C              | Alfa Romeo                  | Monza         | 2,3 L Straight-8                                   | Rudolf Caracciola    |
| Scuderia Centro Sud       | Bugatti                     | T51           | 1,5 L Straight-8                                   | Benoît Falchetto     |
| Scuderia Centro Sud       | Bugatti                     | T51           | 1,5 L Straight-8                                   | Stanislas Czaykowski |
| Scuderia Villars          | Bugatti                     | Monza         | 2,3 L Straight-8                                   | Julio Villars        |
| Scuderia Villars          | Bugatti                     | Monza         | 2,3 L Straight-8                                   | Karl Waldthausen     |
| Premoli Bugatti Maserati  | Bugatti                     | T51           | 3,0 L Straight-8 Maserati                          | Luigi Premoli        |
| Biondetti Speciale        | Bugatti                     | T51           | 3,0 L Straight-8 Maserati                          | Clemente Biondetti   |
| Pietro Ghersi Racing Team | Bugatti Maserati Alfa Romeo | T51 26M Monza | 2,3 L Straight-8 1,1 L Straight-6 2,3 L Straight-8 | Pietro Ghersi        |
| Scuderia Raymond Sommer   | Maserati Alfa Romeo         | 8CM Monza     | 3,0 L Straight-8 2,3 L Straight-8                  | Raymond Sommer       |
| Scuderia Raymond Sommer   | Maserati Alfa Romeo         | 8CM Monza     | 3,0 L Straight-8 2,3 L Straight-8                  | Goffredo Zehender    |
| Scuderia Juan Zanelli     | Bugatti                     | Monza         | 2,3 L Straight-8                                   | Juan Zanelli         |

## Velike nagrade

### Grandes Épreuves
| Velika nagrada          | Dirkališče        | Datum         | Zmag. dirkač     | Zmag. moštvo | Poročilo |
| ----------------------- | ----------------- | ------------- | ---------------- | ------------ | -------- |
| Velika nagrada Monaka   | Monaco            | 23. april     | Achille Varzi    | Bugatti      | Poročilo |
| Velika nagrada Francije | Montlhéry         | 11. junij     | Giuseppe Campari | Maserati     | Poročilo |
| Velika nagrada Belgije  | Spa-Francorchamps | 9. julij      | Tazio Nuvolari   | Maserati     | Poročilo |
| Velika nagrada Italije  | Monza             | 10. september | Luigi Fagioli    | Alfa Romeo   | Poročilo |
| Velika nagrada Španije  | Lasarte           | 24. september | Louis Chiron     | Alfa Romeo   | Poročilo |

### Ostale Velike nagrade
| Velika nagrada             | Dirkališče     | Datum         | Zmag. dirkač            | Zmag. moštvo  | Poročilo |
| -------------------------- | -------------- | ------------- | ----------------------- | ------------- | -------- |
| Grand Prix de Pau          | Pau            | 19. februar   | Marcel Lehoux           | Bugatti       | Poročilo |
| Velika nagrada Tunisa      | Kartagina      | 26. marec     | Tazio Nuvolari          | Alfa Romeo    | Poročilo |
| Velika nagrada Alessandrie | Pietro Bordino | 30. april     | Tazio Nuvolari          | Alfa Romeo    | Poročilo |
| Velika nagrada Tripolija   | Mellaha        | 7. maj        | Achille Varzi           | Bugatti       | Poročilo |
| Eläintarhanajot            | Eläintarharata | 7. maj        | Karl Ebb                | Mercedes-Benz | Poročilo |
| Avusrennen                 | AVUS           | 21. maj       | Achille Varzi           | Bugatti       | Poročilo |
| Velika nagrada Pikardije   | Péronne        | 21. maj       | Philippe Étancelin      | Alfa Romeo    | Poročilo |
| Eifelrennen                | Nürburgring    | 28. maj       | Tazio Nuvolari          | Alfa Romeo    | Poročilo |
| Targa Florio               | Madonie        | 28. maj       | Antonio Brivio          | Alfa Romeo    | Poročilo |
| Velika nagrada Frontieresa | Chimay         | 4. junij      | Willy Longueville       | Bugatti       | Poročilo |
| Velika nagrada Provanse    | Nîmes          | 4. junij      | Marcel Jacob            | Bugatti       | Poročilo |
| Velika nagrada Nîmesa      | Nîmes          | 4. junij      | Tazio Nuvolari          | Alfa Romeo    | Poročilo |
| Velika nagrada Firenc      | Firence        | 11. junij     | Carlo Felice Trossi     | Alfa Romeo    | Poročilo |
| Velika nagrada Lvova       | Lviv           | 11. junij     | Eugen Björnstad         | Alfa Romeo    | Poročilo |
| Velika nagrada Penya Rhina | Montjuic Park  | 25. junij     | Juan Zanelli            | Alfa Romeo    | Poročilo |
| British Empire Trophy      | Brooklands     | 1. julij      | Stanislas Czaykowski    | Bugatti       | Poročilo |
| Grand Prix de la Marne     | Reims          | 2. julij      | Philippe Étancelin      | Alfa Romeo    | Poročilo |
| Mannin Moar                | Douglas        | 14. julij     | Brian Lewis             | Alfa Romeo    | Poročilo |
| Velika nagrada Dieppa      | Dieppe         | 16. julij     | Marcel Lehoux           | Bugatti       | Poročilo |
| Coppa Ciano                | Montenero      | 30. julij     | Tazio Nuvolari          | Alfa Romeo    | Poročilo |
| Velika nagrada Švedske     | Wram           | 6. avgust     | Antonio Brivio          | Alfa Romeo    | Poročilo |
| Velika nagrada Nice        | Nica           | 6. avgust     | Tazio Nuvolari          | Alfa Romeo    | Poročilo |
| Velika nagrada La Baule    | La Baule       | 13. avgust    | William Grover-Williams | Bugatti       | Poročilo |
| Coppa Acerbo               | Pescara        | 15. avgust    | Luigi Fagioli           | Alfa Romeo    | Poročilo |
| Grand Prix du Comminges    | Saint-Gaudens  | 20. avgust    | Luigi Fagioli           | Alfa Romeo    | Poročilo |
| Velika nagrada Marseilla   | Miramas        | 27. avgust    | Louis Chiron            | Alfa Romeo    | Poročilo |
| Velika nagrada Albija      | Albi           | 27. avgust    | Louis Braillard         | Bugatti       | Poročilo |
| Velika nagrada Monze       | Monza          | 10. september | Marcel Lehoux           | Bugatti       | Poročilo |
| Velika nagrada Masaryka    | Brno           | 17. september | Louis Chiron            | Alfa Romeo    | Poročilo |
| Donington Park Trophy      | Donington Park | 7. oktober    | Earl Howe               | Bugatti       | Poročilo |
| Mountain Championship      | Brooklands     | 21. oktober   | Whitney Straight        | Maserati      | Poročilo |

## Statistika

### Dirkači
| Dirkač                    | Zmage |
| ------------------------- | ----- |
| Tazio Nuvolari            | 7     |
| Louis Chiron              | 3     |
| Luigi Fagioli             | 3     |
| Marcel Lehoux             | 3     |
| Achille Varzi             | 3     |
| Antonio Brivio            | 2     |
| Philippe Étancelin        | 2     |
| Eugen Björnstad           | 1     |
| Louis Braillard           | 1     |
| Giuseppe Campari          | 1     |
| POL} Stanislas Czaykowski | 1     |
| Karl Ebb                  | 1     |
| William Grover-Williams   | 1     |
| Earl Howe                 | 1     |
| Marcel Jacob              | 1     |
| Brian Lewis               | 1     |
| Willy Longueville         | 1     |
| Whitney Straight          | 1     |
| Carlo Felice Trossi       | 1     |
| Juan Zanelli              | 1     |

### Moštva
| Moštvo        | Zmage |
| ------------- | ----- |
| Alfa Romeo    | 19    |
| Bugatti       | 13    |
| Maserati      | 3     |
| Mercedes-Benz | 1     |